# Abschaum

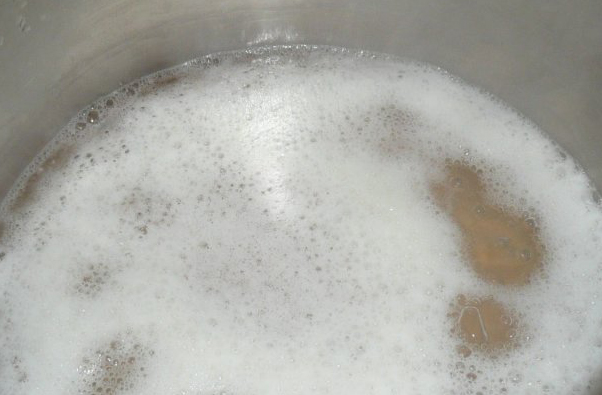
Abschaum beim Kochen von gelben Erbsen

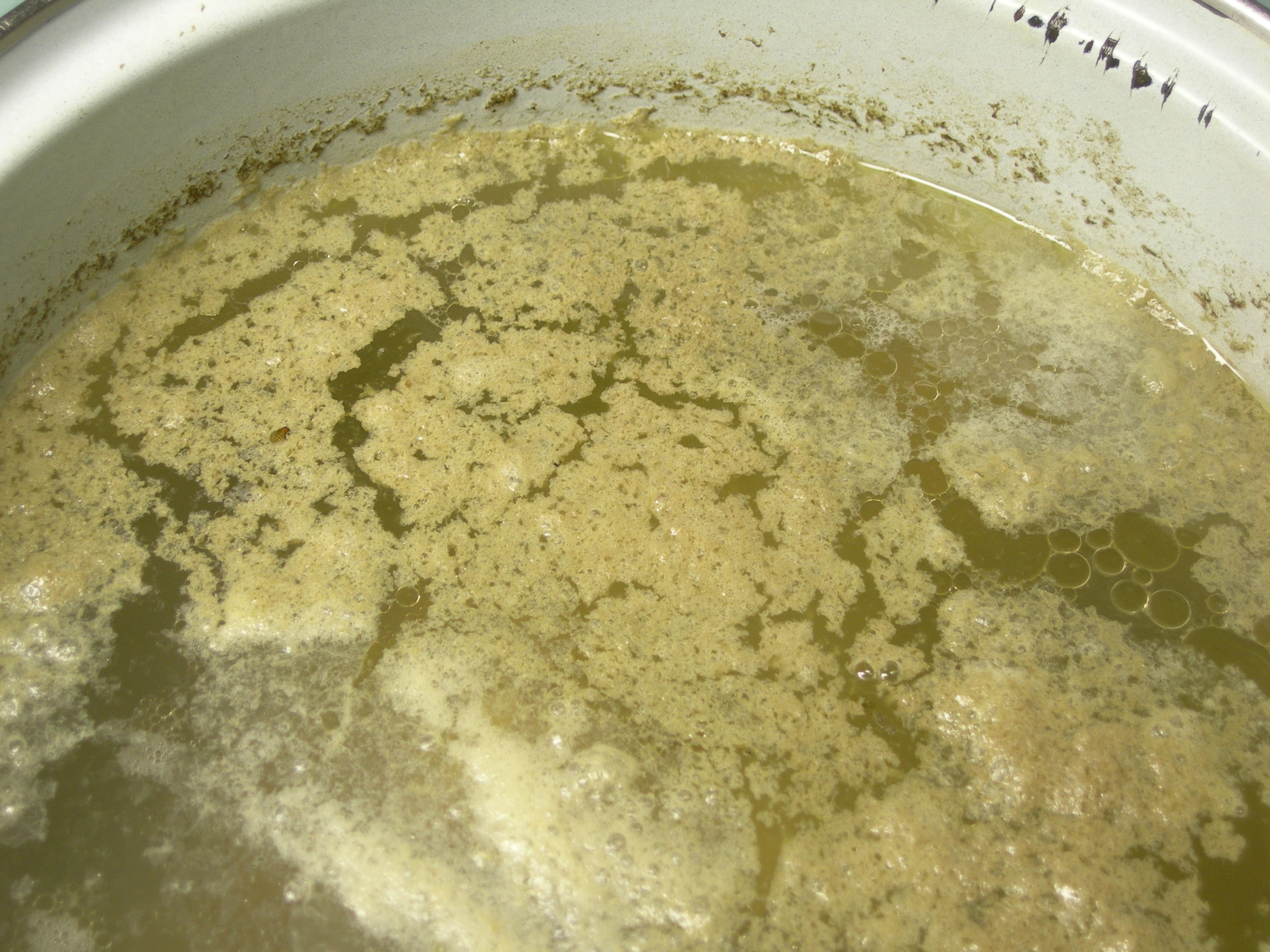
Gerinnender Abschaum beim Kochen von Rinderbrühe

Beim Kochen proteinhaltiger Zutaten in Flüssigkeiten, z. B. bei der Zubereitung von Fleischbrühe oder Hülsenfrüchten, entsteht Schaum. Er besteht aus Proteinen, die aus den Zellen ausgetreten sind und bildet sich vor allem zu Anfang des Kochvorgangs.

## Eigentlicher Begriff
Dieser Schaum ist zunächst weißlich und wird dann grau, da er Schwebstoffe aus der Flüssigkeit an sich bindet. Ist das Protein darin vollständig geronnen, flockt es aus und kann die Flüssigkeit trüben. Um dies zu vermeiden, muss er wiederholt mit einem Schaumlöffel abgeschöpft werden. Dieser Vorgang wird in der Küchensprache als abschäumen bezeichnet; der Schaum selbst als Abschaum.

## Begriffsverwendung im übertragenen Sinn
Die Redewendung „Abschaum der Welt“ (1. Kor 4,13 ) ist die Übersetzung aus dem 1. Brief an die Korinther des Apostels Paulus. Sie bezieht sich auf die Apostel, die von der Welt verachtet werden. Im altgriechischen Originaltext heißt es: περικαθάρματα τοῦ κόσμου – perikatharmata tou kosmou.

## Heutige Begriffsverwendung
Seit dem 15. Jahrhundert wird der Begriff Abschaum als schwere, herabwürdigende Beleidigung eines Teils einer Gesellschaft (und damit als ein Synonym für etwa „Pöbel“, „Pack“ oder „Gesindel“) verwendet.